# عين السبيل

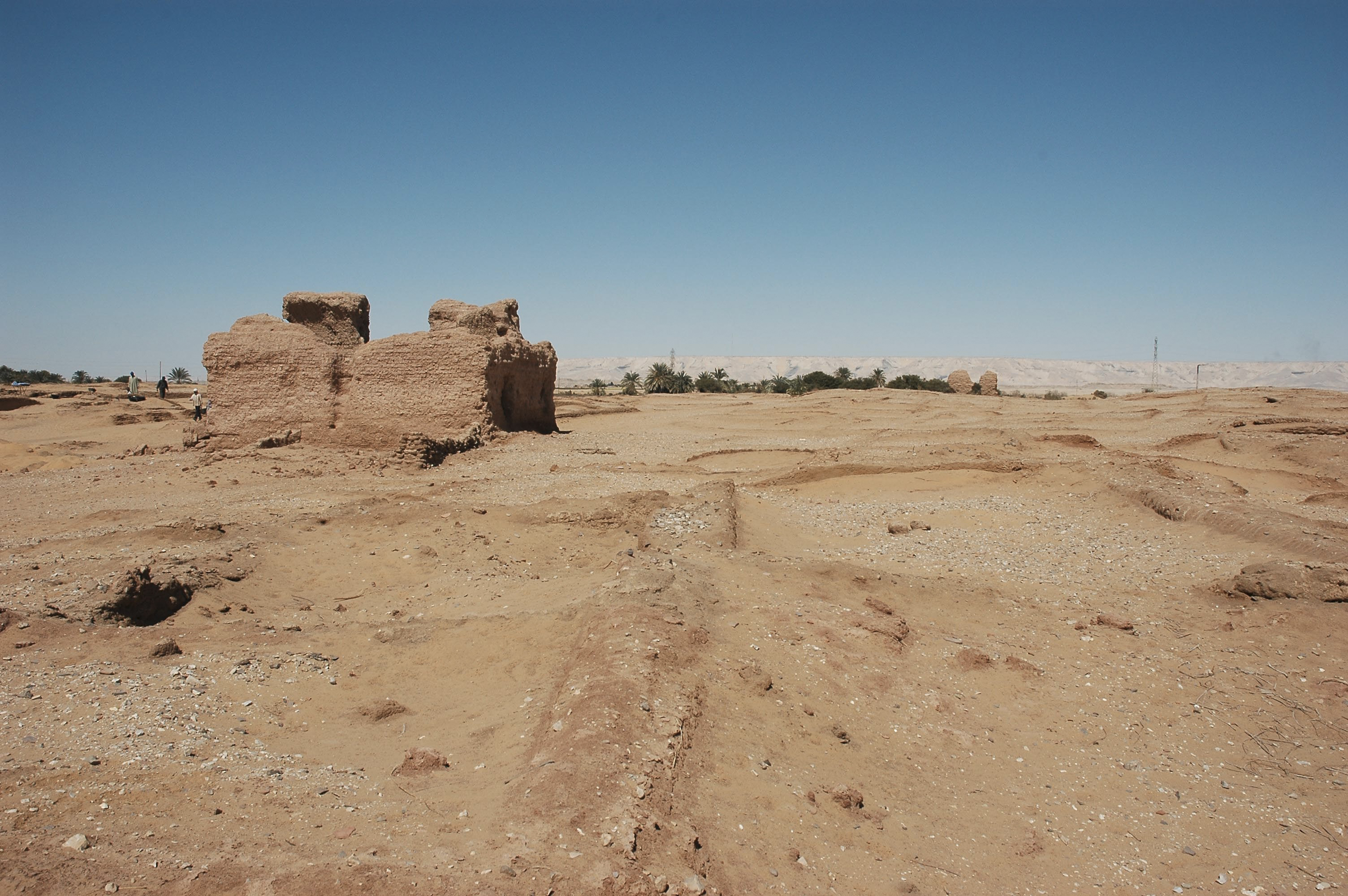

عين السبيل منطقة آثار تبعد 15 كيلو مترا من موط بمركز الداخلة في محافظة الوادي الجديد، وسط بيئة زراعية قديمة، مساحتها أربعة فدادين ونصف فدان، شيدت من الطوب اللبن، تظهر فيها قمم جدران من بين الرمال تدل على مساكن متكاملة ومخططة واستخرجت قطع أثرية مهمة تعود إلى العصر القبطي.